# Koncové šifrování
Koncové šifrování (zkratka E2EE z anglického end-to-end encryption) je označení pro takové šifrování, při kterém je přenos dat zajištěn proti odposlechu správcem komunikačního kanálu i správcem serveru, přes který uživatelé komunikují. Zdůraznění tohoto typu zabezpečení se ujalo zejména v souvislosti s komunikací po Internetu, kde byl nejprve zvykem zcela nešifrovaný, nezabezpečný provoz a později se začalo zavádět šifrování, ale nejčastěji jen mezi klientem a serverem – tedy správce serveru mohl nadále odposlouchávat komunikaci klientů, kterou server zprostředkovával.
Od roku 2016 získal Facebook Messenger možnost E2EE. Také WhatsApp Messenger téhož roku zavedl koncové šifrování. I aplikace Signal používá jen koncové šifrování. Téhož roku vznikl i EncroChat, který byl ale pomocí aktualizací infiltrován policií a skončil roku 2020.
Například v oblasti e-mailů je běžné mluvit o šifrování standardem Transport Layer Security a dříve Secure Sockets Layer, které jsou ale zaměřeny právě jen na šifrování komunikace mezi poštovním klientem a poštovním serverem a nijak nebrání správci poštovního serveru v čtení obsahu zpráv, jejich změně nebo podvržení. Pro zabezpečení koncového šifrování e-mailů musí uživatelé použít nějaký další protokol, například OpenPGP nebo S/MIME.
V jiných komunikačních prostředcích jsou příkladem koncového šifrování protokoly OTR a OMEMO v oboru okamžitého zasílání zpráv a protokol ZRTP pro přenos digitalizovaného hlasu protokoly VoIP.